# Mykonosattentatet

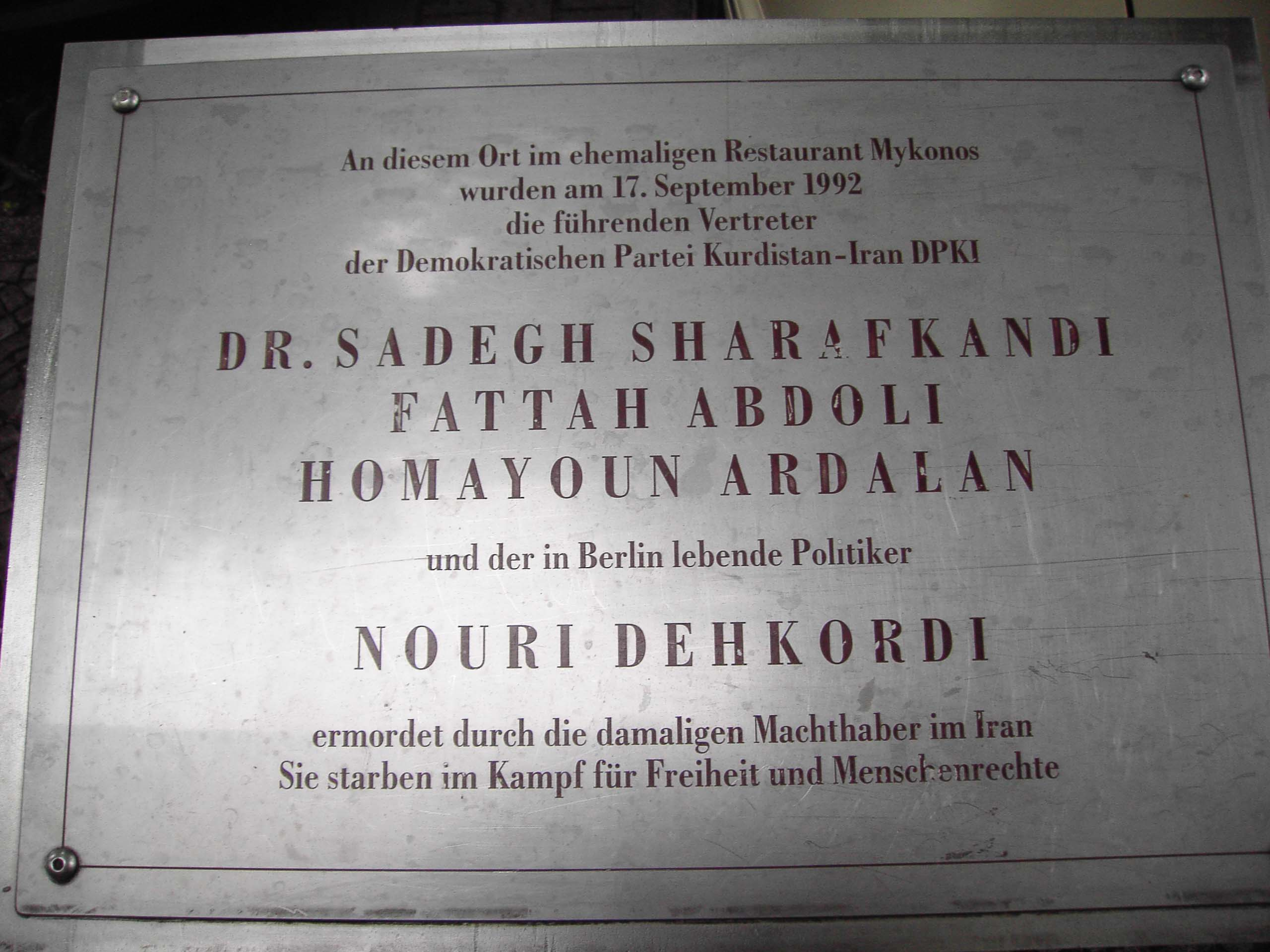
Minnesplatta utanför restaurangen Mykonos i stadsdelen Wilmersdorf i Berlin där morden skedde.

Mykonosattentatet kallas morden på de iransk-kurdiska oppositionsledarna Sadegh Sharafkandi, Fattah Abdoli, Homayoun Ardalan, samtliga framträdande medlemmar i Kurdistans demokratiska parti i Iran (KDPI), samt deras översättare Nouri Dehkordi vid den grekiska restaurangen Mykonos i Berlin i Tyskland, den 17 september 1992.
I den efterföljande rättegången i Tyskland dömdes Kazem Darabi, en iransk specerihandlare bosatt i Berlin, och libanesen Abbas Rhayel till livstids fängelse för att ha genomfört morden. Två andra libaneser, Youssef Amin och Mohamed Atris, dömdes även till fängelse för medhjälp. I sitt kompletterande uttalande den 10 april 1997 förklarade domstolen att morden hade beordrats av Irans dåvarande underrättelseminister, Ali Fallahian, och att dessa skett med vetskap av Irans högste ledare Ali Khamenei samt dåvarande presidenten Ali Akbar Hashemi Rafsanjani. Till följd av domen utfärdade domstolen en internationell arresteringsorder på Ali Fallahian. Iran vägrade dock att gå med på ett utlämnande, vilket ledde till en diplomatisk kris mellan Iran och flera europeiska länder. Bland annat hemkallade flera EU-länder sina diplomater från Iran under en tid.
Trots både internationella och inhemska protester släpptes Kazem Darabi och Abbas Rhayel från fängelset den 10 december 2007, varefter de deporterades tillbaka till sina hemländer.
Med vid bordet på middagen där de fyra mördades skulle även den tidigare svenske statsministern och dåvarande socialdemokratiske partiledaren Ingvar Carlsson, dåvarande socialdemokratiska partisekreteraren Mona Sahlin och den tidigare kabinettssekreteraren Pierre Schori ursprungligen ha deltagit. Efter ett telefonsamtal till Ingvar Carlsson från dåvarande statsministern Carl Bildt, som ville att Carlsson omedelbart skulle resa tillbaka till Sverige på grund av den akuta ekonomiska krisen i landet, ställde dessa in sin medverkan vid middagen och reste hem samma dag.